# Rory Gaffney
Rory Nicholas Gaffney (Tuam, 23 ottobre 1989) è un calciatore irlandese, attaccante dello Shamrock Rovers.

## Palmarès

### Club

#### Competizioni nazionali
- Campionato irlandese: 4

Shamrock Rovers: 2020, 2021, 2022, 2023
- Supercoppa d'Irlanda: 1

Shamrock Rovers: 2022

### Individuale
- Calciatore dell'anno (PFAI): 1

2022